# Комаровка (Московская область)
Комаровка — деревня в Дмитровском районе Московской области, в составе Сельского поселения Габовское. Население — 15 чел. (2010). До 2006 года Комаровка входила в состав Каменского сельского округа.

## Расположение
Деревня расположена в юго-западной части района, у границы с Солнечногорским, примерно в 23 км на юго-запад от Дмитрова, на впадающих реку Каменка (правый приток Волгуши) безымянных ручьях, высота центра над уровнем моря 225 м. Ближайшие населённые пункты — примыкающее на юго-востоке Шихово, и Каменка в 700 м на юго-восток.

## Население
| 2002 | 2006 | 2010 |
| ---- | ---- | ---- |
| 13   | ↘11  | ↗15  |